# Joey Lawrence
Joseph Lawrence, detto Joey (Filadelfia, 20 aprile 1976), è un attore e cantante statunitense.
È il fratello degli attori Matthew e Andrew Lawrence.

## Biografia
Joey Lawrence comincia a lavorare giovanissimo nello show televisivo americano La piccola grande Nell del 1981 ma il primo ruolo importante che ottiene è il doppiaggio del cartone animato Disney Oliver & Company nel 1988.
Segue la popolare serie televisiva Blossom nel 1990, nel quale interpreta il personaggio Joey Russo, un ragazzo non particolarmente sveglio, che però gli dona una certa popolarità.
Nel frattempo, Joey Lawrence tenta anche la carriera discografica, pubblicando due album durante gli anni '90: Joey Lawrence nel 1993 e Soulmates nel 1997.
Negli ultimi anni, Lawrence ha cominciato a farsi accreditare col nome completo "Joseph". Nel 2006 ha partecipato alla versione statunitense del reality show Ballando con le stelle (Dancing with the Stars). Dal 2010 al 2015 è uno dei protagonisti della sit-com Melissa & Joey  con Melissa Joan-Hart, la star di Sabrina, vita da strega. Con Melissa aveva già lavorato nel 2009 nel film Il mio finto fidanzato.
Nel 2002 ha sposato Michelle Vella, ma si sono separati nel novembre del 2004, dopo 2 anni di matrimonio ed hanno divorziato nell'aprile del 2005. Tre mesi dopo il divorzio si è risposato con Chandie Yawn-Nelson da cui ha avuto due figlie: Charleston (2006) e Liberty Grace (2010).

## Filmografia

### Attore

#### Cinema
- Summer Rental, regia di Carl Reiner (1985)
- Pulse - Scossa mortale (Pulse), regia di Paul Golding (1988)
- Nella tana del serpente (Chains of Gold), regia di Rod Holcomb (1991)
- Benvenuti a Radioland (Radioland Murders), regia di Mel Smith (1994)
- Tequila Body Shots, regia di Tony Shyu (1999)
- Urban Legend - Final Cut, regia di John Ottman (2000)
- Troppo pazze... poco serie, regia di Bill Fishman (2000)
- Vuoi sapere un segreto?, regia di Thomas Bradford (2001)
- Trois 2, regia di Rob Hardy (2001)
- Rest Stop, regia di John Shiban (2006)
- Android Apocalypse - La rivolta degli androidi (Android Apocalypse), regia di Paul Ziller (2006)
- Killer Pad, regia di Robert Englund (2008)
- Sinatra Club, regia di James Quattrocchi (2010)
- Tumor & Gooch, regia di Tony Swansey (2011)
- Hit List, regia di Minh Collins (2011)
- Una perfida vendetta, regia di Jared Cohn (2018)

#### Televisione
- Scamps, regia di Harry Harris - film TV (1982)
- Little Shots, regia di Ron Howard - film TV (1983)
- La piccola grande Nell (Gimme a Break!) - serie TV, 77 episodi (1983-1987)
- Blossom - serie TV, 114 episodi (1990-1995)
- Prince for a Day, regia di Corey Blechman - film TV (1995)
- Brothers of Frontiers, regia di Mark Sobel - film TV (1996)
- Una famiglia a tutto gas (Brotherly Love) - serie TV, 40 episodi (1995-1997)
- Una vacanza di tutto lavoro (Horse Sense), regia di Grag Beeman – film TV (1999)
- In vacanza con i pirati (Jumping Ship), regia di Michael Lange – film TV (2001)
- Romantic Comedy 101, regia di Peter DeLuise - film TV (2002)
- American Dreams - serie TV, 11 episodi (2002-2003)
- Run of the House - serie TV, 19 episodi (2003-2004)
- Un matrimonio quasi perfetto, regia di Steven Robman - film TV (2004)
- Bow, regia di Sheldon Epps - film TV (2005)
- Half & Half - serie TV, 9 episodi (2005-2006)
- Rest Stop, regia di John Shiban - film TV (2006)
- CSI: NY - serie TV, 4 episodi (2006-2007)
- Il mio finto fidanzato (My Fake Fiancé), regia di Gil Junger - film TV (2009)
- Il mio non fidanzato per Natale (Hitched for the Holidays), regia di Michael Scott – film TV (2012)
- Californication – serie TV, 2 episodi (2013)
- Melissa & Joey – serie TV, 60 episodi (2010-2015)

### Altro
- The Tonight Show Starring Johnny Carson, show tv 6 episodi (1982-1992) - Ospite
- The Tonight Show with Jay Leno, show tv 6 episodi (1992-1996) - Ospite
- Master of Dance, show tv 6 episodi (2008) - Presentatore
- Dancing with the Stars, show tv 25 episodi (2006-2009) - Concorrente e Giudice speciale
- Entertainment Tonight, show tv 14 episodi (2006-2010) - Ospite
- Splash, show tv 8 episodi (2013) - Presentatore
- 82nd Annual Hollywood Christmas Parade, evento (2013) - Presentatore

### Doppiatore
- Oliver & Company (1988)
- In viaggio con Pippo (1995)
- The Emperor's New School, serie TV, 2 episodi (2007-2008)
- Zeus alla conquista di Halloween, regia di Peter Sullivan - film TV (2011)
- The Dog Who Saved the Holidays, regia di Michael Feifer - film TV (2012)

## Doppiatori italiani
Nelle versioni in italiano delle opere in cui ha recitato, Joey Lawrence è stato doppiato da:
- Fabio Boccanera in Una vacanza di tutto... lavoro, Una famiglia a tutto gas
- Giorgio Milana in Blossom - Le avventure di una teenager
- Simone Mori in Urban Legend - Final Cut
- Nanni Baldini in In vacanza con i pirati
- Roberto Certomà in CSI: NY
- Francesco Pezzulli in Il mio finto fidanzato
- Riccardo Rossi in Il mio non fidanzato per Natale
- Roberto Gammino in American Dreams
- Andrea Lavagnino in Melissa & Joey

Da doppiatore è sostituito da:
- Francesco Venditti in Oliver & Company
- Marco Vivio in In viaggio con Pippo